# Илистый (ручей, Ленинградская область)
Илистый (фин. Lieteoja) — ручей в России, протекает по территории Гончаровского сельского поселения Выборгского района Ленинградской области. Длина ручья — 14 км.
Ручей берёт начало из озера Житковского на высоте 13 м над уровнем моря и далее течёт преимущественно в юго-восточном направлении по заболоченной местности.
Впадает в реку Булатную на высоте 11 м над уровнем моря.
Населённые пункты на ручье отсутствуют.
Название ручья переводится с финского языка как «илистый ручей».
Код объекта в государственном водном реестре — 01040300212202000009680.